# Olpenitz

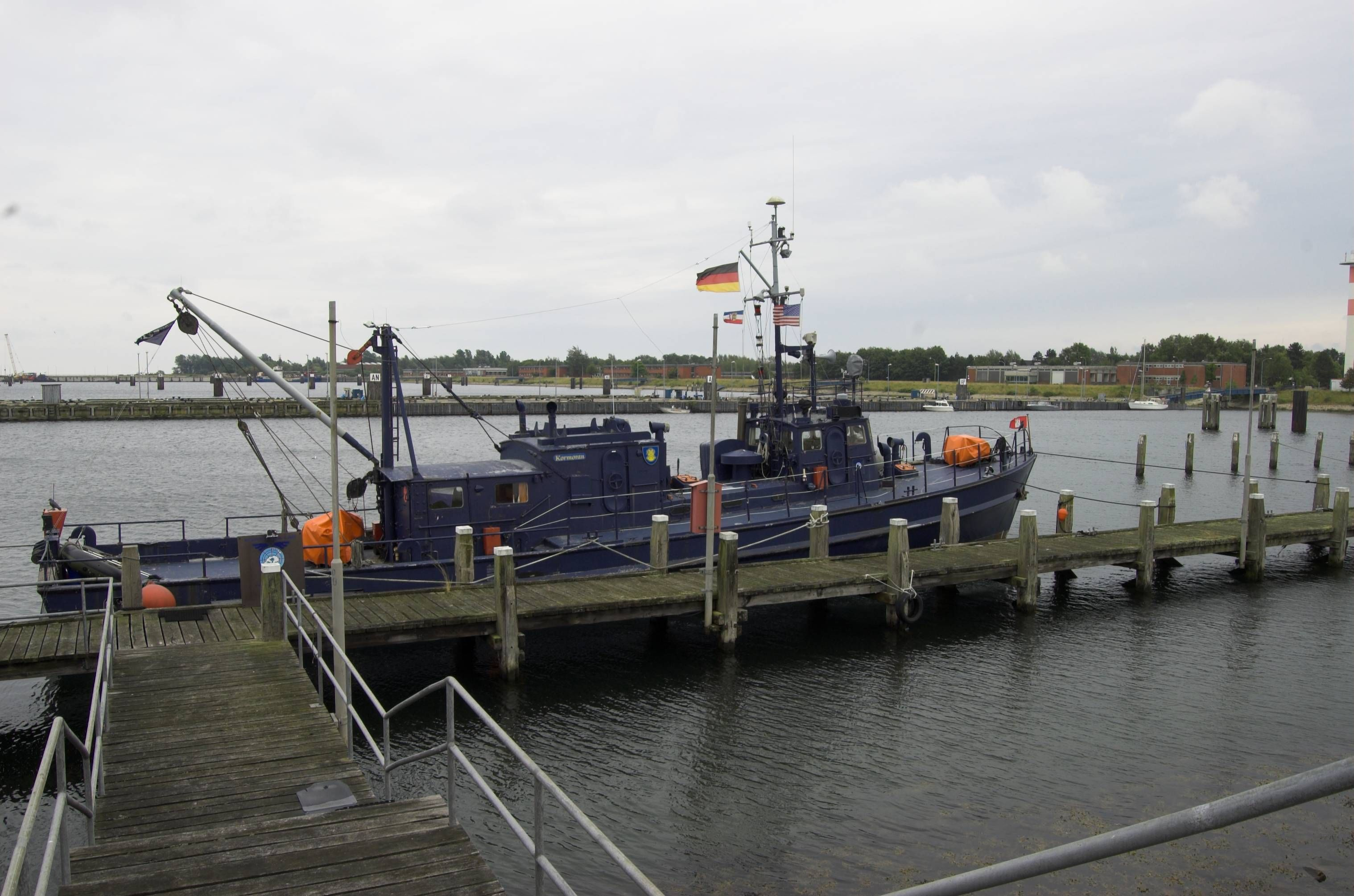
Marinestützpunkt Olpenitz (2009)

Olpenitz (dänisch: Olpenæs) ist seit der Gebietsreform 1970 ein Stadtteil der Stadt Kappeln, bis dahin war es eine eigenständige Gemeinde im Kreis Eckernförde, bestehend aus Dorf und gleichnamigem Gutshof.

## Geschichte
Olpenitz wurde erstmals 1285 in der Lunder Erzbischofsurkunde (Dipl. dan. 2, 3, 139) als Vlpænes erwähnt. Der Ortsname geht auf altdänisch *ulp für Regenpfeifer und dän. næs (altnordisch nes, niederdeutsch nis) für einen Landvorsprung zurück. Im Hochdeutschen wurde die Endung -næs später zu -nitz umgedeutet. Im Mittelalter war Olpenitz als Krongut im Besitz des dänischen Königs. Der Ort war bis zum Deutsch-Dänischen Krieg 1864 Teil des Kirchspiels Karby in der Riesebyharde (später Schwansener Güterdisdrikt) innerhalb des Herzogtums Schleswig.

## Marinestützpunkt
In der zweiten Hälfte des 20. Jahrhunderts war Olpenitz vor allem als Stützpunkt der Deutschen Marine bekannt, der von 1964 bis 2006 bestand. Zeitweise waren 1850 Soldaten und 450 Zivilbeschäftigte auf dem 160 Hektar großen Marinestützpunkt und den hier stationierten Schiffen beschäftigt.

## Projekt „Port Olpenitz“
Anstelle des ausgedienten Marinehafens plante ein privater Investor den Bau eines Ferienparks für 500 Mio. Euro mit mehreren Hotels, mehr als 1000 Häusern und einem Yachthafen mit mehr als 1000 Liegeplätzen, der den Namen Port Olpenitz erhalten und bis 2012 fertiggestellt sein sollte. Obwohl das Objekt noch im Anfangsstadium steckte, musste der Initiator Mitte Oktober 2011 Insolvenz anmelden. Teile des ersten Bauabschnitts wurden daraufhin von einem Insolvenzverwalter an einzelne Investoren verkauft. 2013 wurde die insolvente Port Olpenitz GmbH von der Helma Ferienimmobilien GmbH übernommen, die das Projekt bis 2021 unter dem Namen Ostseeresort Olpenitz fertigstellen will.
Im Hafen möchte der Norddeutsche Regatta Verein einen Stützpunkt errichten. Die Helma Ferienimmobilien bzw. deren Muttergesellschaft meldete Anfang 2024 indessen ebenso Insolvenz an, weshalb das Voranschreiten des Projektes offen bleibt.

## Rettungsstation der DGzRS
Mit dem Ausbau der Hafeninfrastruktur hat die Deutsche Gesellschaft zur Rettung Schiffbrüchiger die Gelegenheit genutzt eine neue Rettungsstation zu eröffnen, die zur Ostsee eine kürzere Anfahrt erlaubt als die bestehende Seenotrettungsstation Maasholm. Mit der Verlegung des Seenotrettungskreuzers von der Station in Maasholm nach Olpenitz konnte 2018 die Rettungsstation in Betrieb gehen.

## Landschaftsschutzgebiet
Das 1216,25 ha große Landschaftsschutzgebiet Kopperby/Olpenitz wurde am 31. Oktober 1991 unter Schutz gestellt (siehe Liste der Landschaftsschutzgebiete im Kreis Schleswig-Flensburg).